# Luise von Anhalt-Dessau (1631–1680)

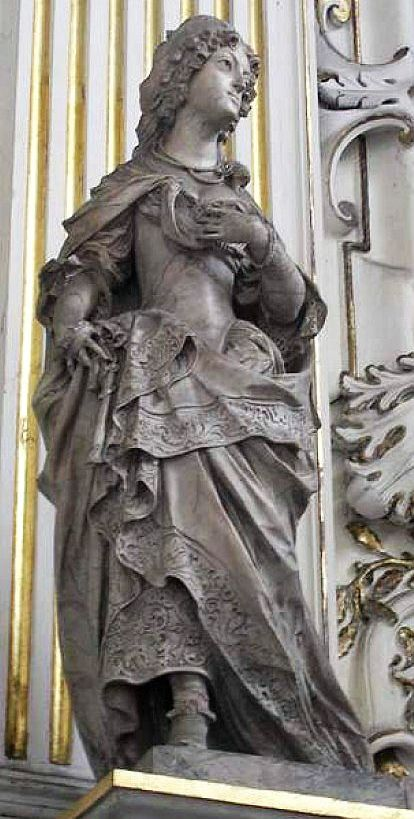
Luise von Anhalt-Dessau, Standbild im „Piasten-Mausoleum“ in Liegnitz

Luise von Anhalt-Dessau (* 10. Februar 1631 in Dessau; † 25. April 1680 in Ohlau) war durch Heirat Herzogin von Liegnitz, Brieg, Wohlau und Ohlau. Sie entstammte dem Fürstenhaus Anhalt-Dessau.

## Leben
Luise war die Tochter des Anhalt-Dessauer Fürsten Johann Kasimir aus dessen Ehe mit Agnes von Hessen-Kassel. Am 24. November 1648 heiratete sie in Dessau den damals Wohlauer Herzog Christian. Der Ehe entstammten die Kinder:
- Charlotte (1652–1707), seit 1672 verheiratet mit Herzog Friedrich von Holstein-Sonderburg-Wiesenburg.
- Luise (1657–1660)
- Georg Wilhelm I. (1660–1675)
- Christian Ludwig (* 15. Januar 1664, † 27. Februar 1664)

1662 erhielt Luise von der Kaiserinwitwe Eleonore den Orden der Sklavinnen der Tugend. Es war ein Damenorden, der auch für Protestantinnen geöffnet und dessen Emblem die goldene Sonne war.
Nach dem Tod ihres Mannes 1672 übernahm Luise die Vormundschaft über ihren Sohn Georg Wilhelm und die Regentschaft über dessen ererbte Herzogtümer Liegnitz, Brieg und Wohlau. Das Herzogtum Ohlau erhielt sie testamentarisch zur eigenen lebenslangen Nutznießung als Witwensitz. Nachdem sich Tochter Charlotte ohne Luises Wissen am 14. Juli 1672 heimlich mit Herzog Friedrich von Holstein-Sonderburg-Wiesenburg verheiratete, geriet Luise in Schwierigkeiten. Von ihren Beratern wurde ihr Versagen vorgeworfen, weshalb sie für eine Beendigung ihrer Regentschaft plädierten. Diese Umstände führten schließlich auch dazu, dass der Erbprinz Georg Wilhelm vorzeitig am 14. März 1675 durch Kaiser Leopold mündig erklärt wurde und gleichzeitig seine Herzogtümer als Lehen übertragen bekam. Danach residierte Herzogin Luise in Ohlau. Dort veranlasste sie die Erweiterung des Schlosses um den sogenannten Luisenbau. Für den Ohlauer Rathausturm stiftete sie das bekannte Uhrwerk mit der Figur des Ohlauer Todes.
Nach Georg Wilhelms frühem Tod 1675 fielen Liegnitz und seine Teilherzogtümer sowie Luises Wittum Ohlau als erledigtes Lehen an die Krone Böhmen.
1677–1679 stiftete Herzogin Luise zum Gedenken an ihren 1675 verstorbenen Sohn Georg Wilhelm und dessen Vorfahren der Liegnitzer Johanniskirche eine Fürstengruft, die als Mausoleum der Schlesischen Piasten bekannt wurde. Dort befindet sich u. a. eine lebensgroße Alabasterfigur mit der Darstellung der Herzogin Luise. Sie wurde vom Bildhauer Mathias Rauchmiller mit der Aufschrift „Heu mihi soli“ (Ach ich einsame) geschaffen. 